# Уинслоу, Джастис
Джастис Уинслоу (англ. Justise Winslow; род. 26 марта 1996, Хьюстон, Техас) — американский профессиональный баскетболист, выступающий за команду «Рэпторс 905». Играет на позиции лёгкого форварда. Чемпион NCAA 2015 года в составе команды «Дьюк Блю Девилз».

## Карьера в колледже
Уинслоу набирал в среднем 14 очков и 5 подборов в первых пяти играх за «Дьюк». Главный тренер «Дьюка» Майк Кшижевски сравнивал игру Уинслоу с такими бывшими игроками университета, как Томми Амакер и Грант Хилл.
В апреле 2015 года Уинслоу решил заявиться на Драфт НБА, отказавшись от ещё трёх лет в колледже.

## Профессиональная карьера

### Майами Хит (2015—2020)
Уинслоу был выбран под 10-м номером командой «Майами Хит» на драфте НБА 2015 года. 3 июля 2015 года он подписал контракт новичка с «Хит». В его дебютной игре в Летней лиге НБА 2015 года он набрал 15 очков и сделал 3 ассиста в победном матче против «Индиана Пэйсерс». Он провёл свой дебютный матч в НБА в первом матче регулярного сезона против «Шарлотт Хорнетс» 28 октября 2015 года, набрав 5 очков и 7 подборов, выйдя со скамейки запасных. 6 ноября он в матче против «Индианы Пэйсерс» набрал 13 очков и сделал 8 подборов. 11 января он впервые в своей карьере вышел в старте, набрав семь очков и сделав три подбора в поражении от «Голден Стэйт Уорриорз». 22 февраля он набрал максимальные за сезон 15 очков, семь подборов и четыре передачи за 39 минут игры в победе над «Индиана Пэйсерс». 14 марта он обновил свой рекорд сезона по очкам, набрав 20 очков в победе над «Денвер Наггетс». По окончании сезона Уинслоу попал во вторую пятерку сборной новичков НБА.
Уинслоу начал в старте все девять игр за «Хит» в начале сезона 2016-17, а затем пропустил следующие 16 из-за болей в левом запястье. 22 декабря 2016 года он провел лучшую игру в сезоне, набрав 23 очка и 13 подборов в победе над «Лос-Анджелес Лейкерс», установив карьерный рекорд по очкам и подборам. 5 января 2017 года Уинслоу выбыл до конца сезона после операции по восстановлению порванной суставной губы в правом плече.
В начале сезона 2017-18 годов Уинслоу принял участие во всех 27 матчах. Затем он пропустил 14 игр из-за растяжения колена в период с 15 декабря по 10 января. 5 февраля он набрал 16 очков в игре против «Орландо Мэджик». С 24 февраля по 1 марта он дважды набирал по 17 очков, а 4 апреля против «Атланты Хокс» набрал рекордные в сезоне 18 очков.
10 декабря 2018 года он набрал максимальные в карьере 28 очков в матче против «Лос-Анджелес Лейкерс» со счетом 108-105. После того, как партнер по команде и основной разыгрывающий клуба Горан Драгич получил травму правого колена, Уинслоу стал основным разыгрывающим «Майами» в середине декабря. 28 декабря он набрал 24 очка, 11 подборов и семь передач в победе над «Кливленд Кавальерс». 10 января он сделал 11 передач в победе над «Бостон Селтикс».
В сезоне 2019-20 Уинслоу сыграл только в 11 матчах за «Хит» из-за травмы спины.

### Мемфис Гриззлис (2020—2021)
6 февраля 2020 года Уинслоу был приобретен «Мемфис Гриззлис» в ходе трехсторонней сделки, в которой также участвовал клуб «Миннесота Тимбервулвз». 21 июля 2020 года «Мемфис Гриззлис» объявили, что Уинслоу получил травму бедра во время тренировки команды и пропустит остаток сезона 2019-20.

### Лос-Анджелес Клипперс (2021—2022)
8 августа 2021 года Уинслоу подписал двухлетний контракт с «Лос-Анджелес Клипперс».

### Портленд Трэйл Блэйзерс (2022—2023)
4 февраля 2022 года Уинслоу был обменян вместе с Эриком Бледсоу, Кеоном Джонсоном и выбором второго раунда драфта 2025 года в «Портленд Трэйл Блэйзерс» на Нормана Пауэлла и Роберта Ковингтона.
21 декабря 2022 года во время матча против «Оклахома-Сити Тандер» Уинслоу покинул игру с травмой левой лодыжки. 26 декабря «Трэйл Блэйзерс» объявили, что у него диагностировано растяжение связок голеностопа 2-й степени и что повторная оценка будет проведена через две недели. После перерыва на Матч всех звезд Уинслоу получил второе мнение по поводу своей травмы и в марте прошел процедуру взятия аспирата костного мозга для устранения дальнейшего дискомфорта в левой лодыжке. 29 марта ему была сделана операция на левой лодыжке, из-за которой он выбыл до конца сезона.
16 октября 2024 года Уинслоу подписал контракт с «Милуоки Бакс», но на следующий день был отчислен.

## Личная жизнь
Отцом Джастиса является баскетболист Рики Уинслоу, выбранный 28-м на драфте НБА 1987 года командой «Чикаго Буллз».

## Статистика

### Статистика в НБА
| Сезон                                                                                    | Команда  | Регулярный сезон | Регулярный сезон | Регулярный сезон | Регулярный сезон | Регулярный сезон | Регулярный сезон | Регулярный сезон | Регулярный сезон | Регулярный сезон | Регулярный сезон | Регулярный сезон | Серия плей-офф | Серия плей-офф | Серия плей-офф | Серия плей-офф | Серия плей-офф | Серия плей-офф | Серия плей-офф | Серия плей-офф | Серия плей-офф | Серия плей-офф | Серия плей-офф |
| Сезон                                                                                    | Команда  | GP               | GS               | MPG              | FG%              | 3P%              | FT%              | RPG              | APG              | SPG              | BPG              | PPG              | GP             | GS             | MPG            | FG%            | 3P%            | FT%            | RPG            | APG            | SPG            | BPG            | PPG            |
| ---------------------------------------------------------------------------------------- | -------- | ---------------- | ---------------- | ---------------- | ---------------- | ---------------- | ---------------- | ---------------- | ---------------- | ---------------- | ---------------- | ---------------- | -------------- | -------------- | -------------- | -------------- | -------------- | -------------- | -------------- | -------------- | -------------- | -------------- | -------------- |
| 2015/16                                                                                  | Майами   | 78               | 8                | 28,6             | 42,2             | 27,6             | 68,4             | 5,2              | 1,5              | 0,9              | 0,3              | 6,4              | 13             | 2              | 25,4           | 43,2           | 27,8           | 70,0           | 4,8            | 0,6            | 0,6            | 0,3            | 6,9            |
| 2016/17                                                                                  | Майами   | 18               | 15               | 34,7             | 35,6             | 20,0             | 61,7             | 5,2              | 3,7              | 1,5              | 0,3              | 10,9             | Не участвовал  | Не участвовал  | Не участвовал  | Не участвовал  | Не участвовал  | Не участвовал  | Не участвовал  | Не участвовал  | Не участвовал  | Не участвовал  | Не участвовал  |
| 2017/18                                                                                  | Майами   | 68               | 25               | 24,7             | 42,4             | 38,0             | 63,5             | 5,4              | 2,2              | 0,8              | 0,5              | 7,8              | 5              | 0              | 25,0           | 35,7           | 36,8           | 70,6           | 6,6            | 2,6            | 0,8            | 0,8            | 9,8            |
| 2018/19                                                                                  | Майами   | 66               | 52               | 29,7             | 43,3             | 37,5             | 62,8             | 5,4              | 4,3              | 1,1              | 0,3              | 12,6             | Не участвовал  | Не участвовал  | Не участвовал  | Не участвовал  | Не участвовал  | Не участвовал  | Не участвовал  | Не участвовал  | Не участвовал  | Не участвовал  | Не участвовал  |
| 2019/20                                                                                  | Майами   | 11               | 5                | 32,0             | 38,8             | 22,2             | 66,7             | 6,6              | 4,0              | 0,6              | 0,5              | 11,3             | Не участвовал  | Не участвовал  | Не участвовал  | Не участвовал  | Не участвовал  | Не участвовал  | Не участвовал  | Не участвовал  | Не участвовал  | Не участвовал  | Не участвовал  |
| 2020/21                                                                                  | Мемфис   | 26               | 1                | 19,5             | 35,2             | 18,5             | 57,1             | 4,5              | 1,9              | 0,6              | 0,5              | 6,8              | 1              | 0              | 3,0            | 0              | 0              | 0              | 1,0            | 1,0            | 0              | 0              | 0              |
| 2021/22                                                                                  | Клипперс | 37               | 1                | 12,9             | 44,7             | 17,2             | 61,0             | 3,6              | 1,4              | 0,6              | 0,5              | 4,2              | Не участвовал  | Не участвовал  | Не участвовал  | Не участвовал  | Не участвовал  | Не участвовал  | Не участвовал  | Не участвовал  | Не участвовал  | Не участвовал  | Не участвовал  |
| 2021/22                                                                                  | Портленд | 11               | 10               | 26,8             | 40,5             | 27,0             | 56,0             | 6,3              | 2,9              | 1,3              | 0,6              | 10,7             | Не участвовал  | Не участвовал  | Не участвовал  | Не участвовал  | Не участвовал  | Не участвовал  | Не участвовал  | Не участвовал  | Не участвовал  | Не участвовал  | Не участвовал  |
|                                                                                          | Всего    | 315              | 117              | 25,8             | 41,3             | 31,5             | 63,4             | 5,1              | 2,5              | 0,9              | 0,4              | 8,4              | 19             | 2              | 24,1           | 40,5           | 32,4           | 70,2           | 5,1            | 1,2            | 0,6            | 0,4            | 7,3            |
| Наведите курсор мыши на аббревиатуры в заголовке таблицы, чтобы прочесть их расшифровку. |          |                  |                  |                  |                  |                  |                  |                  |                  |                  |                  |                  |                |                |                |                |                |                |                |                |                |                |                |

### Статистика в колледже
| Сезон                                                                                   | Команда | GP | GS | MPG  | FG%  | 3P%  | FT%  | RPG | APG | SPG | BPG | PPG  |  |
| --------------------------------------------------------------------------------------- | ------- | -- | -- | ---- | ---- | ---- | ---- | --- | --- | --- | --- | ---- |  |
| 2014/15                                                                                 | Дьюк    | 39 | 39 | 29,1 | 48,6 | 41,8 | 64,1 | 6,5 | 2,1 | 1,3 | 0,9 | 12,6 |  |
|                                                                                         | Всего   | 39 | 39 | 29,1 | 48,6 | 41,8 | 64,1 | 6,5 | 2,1 | 1,3 | 0,9 | 12,6 |  |
| Наведите курсор мыши на аббревиатуры в заголовке таблицы, чтобы прочесть их расшифровку |         |    |    |      |      |      |      |     |     |     |     |      |  |